# 村送り切手
村送り切手とは、1875年頃まで高知県で行われていた「村送り」という通信制度に用いるために発行された切手である。
「村送り」自体は江戸時代から土佐藩で行われていた藩営通信制度で、公文書逓送が主であった。1872年6月1日からこの制度を民間にも開放し、同日に県内のみ有効な「村送り切手」を発行した。
図案は「三里已下」が踊る男女、「十二里已下」と「公用」「公用昼夜送」が羽を広げたコウモリと植物の模様、「十六里已上」が地球儀と港を出る船であった。手彫り凹版だが、手彫切手より稚拙な彫りで、各片の特徴は調べやすい。
1872年7月、高知県内でも国営郵便が開業し、県内便には村送り切手を使い県外便には龍切手や桜切手を使うなど、その後も両者は暫くは並存した。しかし、国営郵便制度の整備が進んだことに伴い1875年11月15日に村送り制度は廃止、この切手の発行も終了した（2012年3月20日「開運!なんでも鑑定団」より）。